# Jewgeni Iwanowitsch Maskinskow
Jewgeni Iwanowitsch Maskinskow (russisch: Евгений Иванович Маскинсков, * 19. Dezember 1930; † 25. Januar 1985) war ein Leichtathlet, der für die Sowjetunion antrat. Er wurde 1958 Europameister im 50-km-Gehen.

## Leben
1956 stellte er seine persönliche Bestzeit mit 4:08:57 Stunden auf. Bei den Olympischen Spielen 1956 in Melbourne galt aber eher sein Landsmann Grigori Klimow als Favorit, der im August die Weltbestzeit auf 4:05:13 Stunden verbessert hatte. Klimow gab im olympischen Finale auf, während sich Maskinskow zusammen mit dem Schweden John Ljunggren und dem Italiener Abdon Pamich in der Spitze halten konnte. Gold gewann allerdings ein Außenseiter, der Neuseeländer Norman Read. In 4:32:57,0 Stunden gewann Maskinskow mit 2 Minuten Rückstand auf Read Silber vor Ljunggren und Pamich.
1958 bei den Europameisterschaften in Stockholm ging Maskinskow von Anfang an in der Führungsgruppe. Bereits bei der 20-Kilometermarke lag er allein in Führung und hielt bis ins Ziel durch. Er gewann in 4:17:15,4 Stunden mit einer Dreiviertelminute Vorsprung auf Pamich, Dritter wurde Max Weber.